# 1939 au Nouveau-Brunswick
Chronologie du Nouveau-Brunswick
- 1935
- 1936
- 1937
- 1938
- 1939
- 1940
- 1941
- 1942
- 1943

Cette page concerne des événements d'actualité qui se sont produits durant l'année 1939 dans la province canadienne du Nouveau-Brunswick.

## Événements
- Fondation de Notre-Dame-des-Érables par Stanislas Robichaud.

- 28 janvier : Richard Bedford Bennett quitte de ses fonctions de député de Calgary-Ouest à la Chambre des communes.
- 28 avril : un équipage soviétique relie Moscou au Nouveau-Brunswick, soit 8 000 km en 22 heures et 56 minutes.
- 20 novembre : 39e élection générale néo-brunswickoise.

## Naissances
- Antoine Landry, maire de Caraquet.
- 7 février : Daniel Daigle, député.
- 15 juillet : Calixte Duguay, artiste.
- 28 novembre : Noël Kinsella, président du Sénat.
- 2 décembre : Fernand Robichaud, député, secrétaire d'État et sénateur.

## Décès
- 24 janvier : Alfred Bourgeois, député.
- 3 avril : Rupert Wilson Wigmore, député et ministre.
- 1er août : George Carroll, joueur de hockey sur glace.